# Antoine Barbé
Antoine Barbé (* um 1505 in Flandern; † 2. Dezember 1564 in Antwerpen) war ein franko-flämischer Komponist, Kapellmeister und Kleriker der Renaissance.

## Leben und Wirken
Über das Geburtsdatum, den Geburtsort und die frühe Zeit von Antoine Barbé hat die musikhistorische Forschung noch keine Informationen gefunden. Sicher ist nur, dass er aus dem flandrischen Teil des heutigen Belgien stammt und als Stammvater einer Antwerpener Musikerfamilie gilt; nach den Forschungen des Musikwissenschaftlers J. A. Stellfeld wurde im Jahr 1942 eine ausführliche Stammtafel veröffentlicht.
Nach den Akten der Kathedrale von Antwerpen hatte Barbé dort 35 Jahre lang, von 1527 bis 1562, die Stelle des Kapellmeisters inne; ihm folgte Gerardus van Turnhout nach. Barbé war verheiratet und hatte drei Söhne: der älteste Sohn Johann wurde Priester († 1573), der zweite Sohn Antoine ergriff den Musikerberuf und wurde als Organist und Komponist bekannt († 10. Februar 1604). Außerdem wird noch Karl als dritter Sohn genannt. Antoine Barbés Schwester heiratete Séverin Cornet, der später ebenfalls Kapellmeister an der Kathedrale von Antwerpen wurde. Nach dem Tod seiner Frau nahm Barbé den Priesterberuf an. Es wird berichtet, dass er im gleichen Jahr 1548, wie sein ältester Sohn, die erste Messe gelesen hat.

## Bedeutung
Es sind nur wenige Werke von Barbé überliefert, diese vertreten jedoch fast alle bekannten musikalischen Gattungen. Besondere Beachtung verdient seine Messe „Vecy la danse de Barbarie“, die auf der Basis der gleichnamigen Chanson von Bertrandus Vaqueras (um 1450 – 1507) geschrieben wurde, erschienen in der Sammlung Canti B des italienischen Verlegers Ottaviano dei Petrucci. Der Titel der Messe stellt wohl eine Anspielung auf den Namen des Autors dar. Die Komposition verrät einen versierten Kontrapunktiker und ist im imitierenden Stil geschrieben. Durch die geringe Zahl von Themen, häufig von Gegenthemen begleitet, entsteht eine gewisse Monotonie; weil der Komponist das Konstruktive und Melodische bevorzugt, bleiben die Harmonien häufig leer. Sein vierstimmiger Kanon „On doibt bien aymer“, der sich aus einer einzigen Stimme ableitet, muss für seine Auflösung in vielen Abwärtsmodulationen notiert werden; er stellt deshalb ein Beispiel für die musica reservata dar.

## Werke
- Motette „Inter spinas flos fuisti“ zu zwei Stimmen
- Motette „Summi regis sponsa digna“ zu zwei Stimmen
- Chanson „Ha je ne lose dire“ zu fünf Stimmen
- Chanson „Jay bien cause d’avoir melancolie“ zu fünf Stimmen
- Chanson „Alligies moy doulce plaisante brunette“ zu sechs (?) Stimmen (Autorschaft unsicher)
- Kanon „On doibt bien aymer le bon vin“ zu vier Stimmen
- Motette „Qui sunt isti qui ut nubes“ zu vier Stimmen
- Chanson „Ung capitaine de Pillars“ zu vier Stimmen
- Missa „Vecy la danse de Barbarie“ zu vier Stimmen
- Chanson „Och hoort toch ons bedient“ zu vier Stimmen